# Konrad af Montferrat
Konrad af Montferrat (italiensk : Corrado del Monferrato; piemontesisk: Conrà Ed Monfrà) (død 28. April 1192) var en norditaliensk adelsmand, en af de vigtige hovedpersoner i Det tredje korstog. Han var de facto konge af Jerusalem (som Konrad 1.) i kraft af sit ægteskab med Isabella 1. af Jerusalem fra 24. november 1190, men først officielt valgt i 1192, få dage før sin død. Han var også den ottende markgreve af Montferrat fra 1191.

## Tidlige liv
Konrad var den anden søn af markgreve Vilhelm 5. af Montferrat, "den Ældre", og hans hustru Judith af Babenberg. Han var fætter til Frederik Barbarossa, tysk-romersk kejser, samt Ludvig 7. af Frankrig og Leopold 5. af Østrig.
Konrad blev født i Montferrat, som nu er en region i Piemonte, i det nordvestlige Italien. Det nøjagtige sted og år er ukendt. Han nævnes først i et charter i 1160, hvor han tjente sin morbror, Konrad, biskop af Passau, senere ærkebiskop i Salzburg. (Han kan være opkaldt efter ham eller sin mors halvbror, Konrad 3. af Tyskland.)
Som en smuk mand med stort personligt mod og intelligens blev han beskrevet i Brevis Historia Occupationis et Amissionis Terræ Sanctæ ("En kort historie om besættelsen og tabet af Det hellige land"):
Conrad var energisk kampberedt, yderst klog både af naturlig mental evne og ved at lære, elskelig i karakter og handling, udstyret med alle de menneskelige dyder, ledende i hvert råd, det retfærdige håb på sin egen side og en flammende tordenkilde mod fjenden, i stand til fordringer og forstillelser i politik, lært i ethvert sprog, som han af de mindre veltalende blev betragtet som yderst flydende. Kun i en ting kunne han betragtes som anklaget: At han havde forført en andens kone, ført hende væk fra sin levende mand og tvunget hende til at skilles fra ham og selv giftet sig med hende.
(Den sidste sætning henviser til hans tredje ægteskab med Isabella af Jerusalem i 1190, se nedenfor.)
Han blev aktiv i diplomatiet i sine tyvere og blev en effektiv hærfører, der kæmpede sammen med andre medlemmer af sin familie i kampene mod Den Lombardiske Liga . Han giftede sig første gang med en uidentificeret dame før 1179, men hun var død ved udgangen af 1186 uden at efterlade nogen overlevende børn.

## Det Byzantinske Rige
I overensstemmelse med familiens alliance med Manuel 1. Komnenos, førte Konrad I 1179 en hær mod Frederik Barbarossas styrker, der på det tidspunkt blev ledet af den kejserlige kansler, ærkebiskop Christian af Mainz. Han besejrede dem i Camerino i september og tog kansleren til gange. (Han havde tidligere været kanslerens fange.) Han efterlod fangen i sin brors Bonifacius' varetægt og rejste til Konstantinopel for at blive belønnet af kejseren, og vendte tilbage til Italien kort efter Manuels død i 1180. Nu i midten af trediverne gjorde hans personlighed og udseende et slående indtryk ved det byzantinske hof: Den byzantiske historiker Niketas Choniates beskriver ham som "af smukt udseende, pæn i livets forår, usædvanlig og uforlignelig i mandig mod og intelligens og i sin kropstyrkes vår".
I vinteren 1186–1187 tilbød Isak 2. Angelos sin søster Theodora, som en brud til Konrads yngre bror Bonifacius, for at forny den byzantinske alliance med Montferrat, men Bonifacius var allerede gift. Konrad, som for nylig var blevet enkemand, havde taget korset og ønskede at slutte sig til sin far i Kongeriget Jerusalem. I stedet accepterede han Isaks tilbud og vendte tilbage til Konstantinopel i foråret 1187. I forbindelse med sit ægteskab blev han tildelt rang af cæsar. Men næsten med det samme måtte han hjælpe kejseren med at forsvare sin trone mod et oprør, ledet af general Alexios Branas. Ifølge Choniates inspirerede Konrad den svage kejser til at tage initiativet. Han kæmpede heroisk, uden skjold eller hjelm og iført en harnisk af linned i stedet for en ringbrynje, i slaget, hvor Branas blev dræbt. Han blev let såret i skulderen, men tvang Branas af hesten, og Branas blev derefter blev dræbt og halshugget af hans livvagter.
Imidlertid, da han følte, at hans tjeneste ikke blevet tilstrækkeligt belønnet, og var varsom for den byzantinske antilatinske stemning (hans yngste bror Ranier var blevet myrdet i 1182) og for Branas familiens mulig hævn, drog Konrad af sted til Kongeriget Jerusalem i juli 1187 ombord på et genoesisk handelsskib. Nogle populære moderne historier har hævdet, at han flygtede i frygt for hævn efter at have begået et personligt mord: Dette skyldes manglende genkendelse af Branas' navn, forvansket til "Lyvernas" i den oldfranske Fortsættelse af Vilhelm af Tyrus (undertiden kendt som Ernouls krønike), og Roger af Howdens forkortelse af sins egen Gesta regis Henrici Secundi (tidligere tilskrevet Benedikt af Peterborough). Roger havde oprindeligt henvist til Konrad "at han havde dræbt en fremtrædende adelsmand i et oprør" - hvilket henførte til Branas; i sin Chronica sammenfattede han dette til "at han havde begået drab", idet han undlod konteksten.

## Forsvaret af Tyrus
Konrad havde åbenbart til hensigt at slutte sig til sin far, som holdt Sankt Elias borgen. Han ankom først ved Akko, som for nylig var faldet til Saladin (Ṣalāḥ ad-Dīn Yūsuf ibn Ayyūb), og sejlede så nordpå til Tyrus, hvor han fandt resterne af korsfarerhæren. Efter sin sejr i Slaget ved Hattin over Jerusalems hær var Saladin på vej mod nord og havde allerede erobret Akko, Sidon og Beirut . Raymond 3. af Tripoli og hans stedsønner, Rainald af Sidon og flere andre førende adelsmænd, der var undsluppet slaget, var flygtet til Tyrus, men de fleste var ivrige efter at vende tilbage til deres egne territorier for at forsvare dem. Raymond af Tripolis helbred var svækket, og han døde kort efter, at han var kommet hjem.
I henhold til den oldfranske Fortsættelse af Vilhelm af Tyrus havde Rainald af Sidon overtaget ledelsen i Tyrus og var i færd med at forhandle om overgivelse med Saladin. Konrad kastede angiveligt Saladins bannere i grøften og fik Tyrus' indbyggere til at sværge total loyalitet over for ham. Hans opstigning til magten ser ud til at have været mindre dramatisk i virkeligheden. Rainald drog væk for at genbefæste sin eget borg Beaufort ved Litani-floden. Med støtte fra det etablerede italienske handelssamfund i byen reorganiserede Konrad forsvaret af Tyrus og oprettede en kommune svarende til dem, han så ofte havde kæmpet imod i Italien.
Da Saladins hær ankom, fandt de byen vel forsvaret og trodsig. Som kronikeskriveren Ibn al-Athir skrev om manden, som araberne kom til at respektere og frygte som al-Markis: "Han var en skinbarlig djævel i hans evne til at styre og forsvare en by og en mand med ekstraordinært mod". Tyrus modstod belejringen med succes, og idet han ønskede en mere indbringende erobring rykkede Saladins hær videre sydpå til Cæsarea, Arsuf og Jaffa. I mellemtiden sendte Konrad Joscius, ærkebiskop af Tyrus, til Vesteuropa for at bede om hjælp. Arabiske skriver har hævdet, at han også bar propagandabilleder til brug i sin forkyndelse, herunder et af hestene fra Saladins hær, der var opstaldet (og urinerede) i Gravkirken, og et anden af en Saracener, der slog Kristi ansigt.
I november 1187 vendte Saladin tilbage til den anden belejring af Tyrus. Konrad lede stadig forsvaret af byen, som nu var stærkt befæstet og fyldt med kristne flygtninge fra hele den nordlige del af Kongeriget Jerusalem. Denne gang valgte Saladin at kombinere sit angreb fra landsiden med et angreb fra havsiden og iværksatte en blokade af havnen. I en hændelse beskrevet af Itinerarium Peregrinorum (som generelt er fjendtlig over for Konrad), den oldfranske Fortsættelse og Sicardus af Cremonas anden krønike (nu kendt gennem citater af Salimbene di Adam og Alberto Millioli) fremviste Saladin Konrads gamle far, Vilhelm 5. af Montferrat, der var blevet taget til fange i Hattin, før byens mure. Han tilbød at frigive Vilhelm og give Konrad store gaver, hvis han overgav Tyrus til ham. Den gamle mand bad sin søn om at stå fast, selv da egypterne truede med at dræbe ham. Konrad erklærede, at Vilhelm allerede havde levet et langt liv og rettede selv med en armbrøst mod ham. Saladin sagde angiveligt, "Denne mand er en vantro og meget grusom". Men det var lykkedes ham at gennemskue Saladins bluff. Den gamle markgreve Vilhelm blev frigivet uskadt i Tortosa i 1188 og vendte tilbage til sin søn.
Den 30. december iværksatte Konrads styrker ved daggry et angreb på de trætte egyptiske sømænd og erobrede mange af deres gallejer. De resterende egyptiske skibe forsøgte at flygte til Beirut, men skibene fra Tyrus jagtede dem, og egypterne blev tvunget til at landsætte deres skibe og flygte. Saladin iværksatte derefter et angreb på landmuren, idet han tænkte, at forsvarerne stadig var distraheret af havslaget. Imidlertid ledte Konrad sine mænd i et angreb ud af portene og knuste fienden. Saladin blev tvunget til igen at trække sig tilbage og brændte sine belejringsmaskiner og skibe for at forhindre dem i at falde i fjendens hænder.

## Kampen om kronen
I sommeren 1188 løslod Saladin kong Guy af Lusignan, dronning Sibylla mand, fra fangenskab. Et år senere, i 1189, ankom Guy sammen med sin bror Godfred op ved Tyrus og krævede, at Konrad overleverede byens nøgler til ham. Konrad afviste dette krav og erklærede, at Guy havde mistet sine rettigheder til at være konge over Jerusalem i Slaget ved Hattin i 1187. Han sagde, at han holdt byen indtil kongerne fra Europa ville ankomme. På dette tidspunkt påberåbte han sig vilkårene i Balduin 4.'s testamente, vilkår, der allerede var brudt af Guy og Sibylla. I tilfælde af sin nevø Balduin 5. af Jerusalems død, havde det været Balduins vilje, at Balduin 5.'s "mest retmæssige arvinger" skulle holde regentskabet indtil arven kunne afgøres af Henrik 2. af England, kongen af Frankrig og den tysk-romerske kejser Frederik 1. Konrad tillod ikke Guy og Sibylla at komme ind i byen, men tillod dem at slå lejr uden for Tyrus' mure med deres følge.
Konrad blev overtalt af sin grandfætter, Ludvig 3., landgrave af Thüringen, til i 1189 at slutte sig til Guy i belejringen af Akko. Belejringen varede i over to år. I sommeren 1190 rejste Konrad nordpå til Antiokia for at lede en anden ung slægtning, Frederik af Schwaben, sikkert tilbage til Akko sammen med resterne af sin fætter Frederik Barbarossas kejserlige hær.
Da dronning Sibylla og deres døtre døde af sygdom senere samme år, mistede kong Guy sit juridiske krav på tronen, men nægtede at træde tilbage. Arvingen til Jerusalem var dronning Sibyllas halvsøster Isabella, som var gift med Humfried 4. af Toron, som hun var glad for. Imidlertid havde Konrad støtte fra hendes mor Maria Komnene og stedfar Balian af Ibelin samt Rainald af Sidon og andre store adelsmænd i Nærøsten. De opnåede en annulering med den begrundelse, at Isabella havde været mindreårig, da ægteskabet blev indgået, og derfor ikke havde været i stand til at give sit samtykke. Konrad giftede sig derefter selv med Isabella på trods af rygter om bigami på grund af hans ægteskab med Theodora, som stadig levede. Choniates, der normalt udtrykker stærk misbilligelse af ægteskabsmæssig eller seksuel uregelmæssighed, nævner imidlertid ikke dette. Dette kan antyde, at en skilsmisse fra den byzantinske side var blevet gennemført inden 1190, da det på det tidspunkt har været indlysende, at Konrad ikke ville vende tilbage. Der var også indvendinger på grund af blodskam, da Konrads bror tidligere havde været gift med Isabellas halvsøster, og kirkeloven betragtede denne slags affinitet som lig et blodforhold. Imidlertid gav den pavelige legat Ubaldo Lanfranchi, ærkebiskop af Pisa, sin godkendelse. Modstandere hævdede, at han var blevet bestukket. Bryllyppet blev den 24. november 1190 ledet af Filip af Dreux, biskop af Beauvais, en søn af Konrads fætter Robert 1. af Dreux. Konrad var nu de jure konge af Jerusalem. Imidlertid var han blevet såret i kamp blot ni dage tidligere og vendte tilbage med sin brud til Tyrus for at komme sig. Han kom tilbage til belejringen i foråret og forsøgte et mislykket angrebet fra havet mod et tårn ved havneindsejlingen.
Da Guy var en vasal af Richard Løvehjerte, Englands konge for sine besiddelser i Poitou, støttede Richard ham i denne politiske kamp, mens Konrad blev støttet af sin fætter Leopold 5. af Østrig og grandfætter Filip 2., konge af Frankrig. Konrad fungerede som chefforhandler i overgivelsen af Akko og rejste kongernes bannere i byen. Derefter forsøgte parterne at nå til enighed. Guy blev bekræftet som konge af Jerusalem, og Konrad blev udnævnt til arving. Konrad ville beholde byerne Tyrus, Beirut og Sidon, og hans arvinger ville arve Jerusalem ved Guys død. I juli 1191 besluttede Konrads slægtning, kong Filip, at vende tilbage til Frankrig, men inden han rejste, overgav han halvdelen af den plyndrede skat fra Akko til Konrad sammen med alle hans fremtrædende muslimske gidsler. Kong Richard bad Konrad om at aflevere gidslerne, men Konrad nægtede så længe han kunne. Efter at han til sidst havde givet op (da Richard nu var leder af korstoget), fik Richard alle gidslerne dræbt. Konrad sluttede sig ikke til Richard på felttoget mod syd og foretrak at forblive hos sin hustru Isabella i Tyrus, da han troede, at hans liv var i fare. Det var sandsynligvis omkring dette tidspunkt, at Konrads far døde.
I løbet af denne vinter begyndte Konrad direkte forhandlinger med Saladin, da han havde mistanke om, at Richards næste skridt ville være at forsøge at fratage ham Tyrus og atter gøre det til en del af det kongelige domæne under Guy. Hans primære mål var at blive anerkendt som hersker i nord, mens Saladin (som samtidig forhandlede med Richard om et muligt ægteskab mellem sin bror Al-Adil og Richards søster Johanne, enke efter Vilhelm 2. af Sicilien) håbede på at kunne splitte ham fra korsfarerne. Situationen tog en farceagtigt drejning, da Richards udsending, Isabellas eksmand Humfried af Toron, opdagede Konrads udsending, Rainald af Sidon, på falkejagt med Al-Adil. Der ser ikke ud til at have været nogen endelig aftale med Konrad, og Johanne nægtede at gifte sig med en muslim.

## Mordattentat
I april 1192 blev kongeværdigheden afgjort af en afstemning. Til Richards foruroligelse valgte Kongeriget Jerusalems baroner enstemmigt Konrad til konge. Richard solgte Guy herredømme over Cypern, hvor han fortsatte med at bruge en kongetitel, for at kompensere ham og for at afskrække ham fra at vende tilbage til Poitou, hvor hans familie længe havde haft ry for oprørskhed. Richards nevø Henrik 2. af Champagne bragte nyheden om valgresultatet til Tyrus den 24. april og vendte tilbage til Akko.
Imidlertid blev Konrad aldrig kronet. Omkring sent om morgenen eller middag den 28. april var Isabella, der var gravid, endnu ikke vendt tilbage fra et tyrkisk bad for at spise middag med ham, så derfor gik han ud for at spise hos sin frænde og ven Filip, biskop af Beauvais. Biskoppen havde allerede spist, så Konrad vendte hjem. På vej blev han angrebet af to assasinere, der stak ham mindst to gange i siden og i ryggen. Hans vagter dræbte en af hans angribere og fangede den anden. Det er ikke sikkert, hvor længe Konrad overlevede. Nogle kilder hævdede, at han døde på angrebsstedet eller i en nærliggende kirke inden for meget kort tid. Richards krønikeskrivere hævdede, at han blev ført hjem, modtog den sidste olie og opfordrede Isabella til kun at overgive byen til Richard eller hans repræsentant, men denne dødscene er tvivlsom. Han blev begravet i Tyrus i Johanitterkirken. "[D] en frankiske markgreve, herskeren af Tyrus, og den største djævel blandt alle frankerne, Konrad af Montferrat, Gud forbande ham!, blev dræbt," skrev Ibn al-Athir. Bestemt var tabet af en potentielt formidabel konge et hårdt slag for riget.
Mordet forbliver uløst. Under tortur hævdede den overlevende assasiner, at Richard stod bag drabet, men det er umuligt at bevise. En mindre sandsynlig mistænkt var Humfried 4. af Toron, Isabellas første mand. Saladins involvering er også blevet påstået, da Konrad var midt i forhandlingerne med ham, men dette synes også usandsynligt, da Saladin selv tilsyneladende ikke havde nogen kærlighed til assasinerne. I 1970 argumenterede Patrick A. Vilhelms for at Henrik af Champagnes stod bag, men i så fald er det vanskeligt at forestille sig, at han skulle have taget et så dristigt skridt uden sin onkel Richards accept.
Senere, da han var på vej hjem fra korstoget i forklædning, blev kong Richard først genkendt af Meinhard 2. af Görz og derefter fængslet af Konrads fætter, Leopold V af Østrig. Mordet på Konrad var en af anklagerne mod ham. Richard anmodede om, at assinerne frikendte ham, og i et brev, angiveligt fra deres leder, Rashid al-Din Sinan, syntes de at gøre det. Brevet hævdede, at Konrad i 1191 havde erobret et af assasinernes skibe, der havde søgt tilflugt i Tyrus under en storm. Han dræbte kaptajnen, fængslede besætningen og fratog skibet dets skat. Da Rashid al-Din Sinan anmodede om, at skibets besætning og skat blev returneret, blev han afvist, og derfor blev der udstedt en dødsdom over Konrad af Montferrat. Imidlertid menes brevet at være forfalsket. Sinan var allerede død, og bortset fra dette brev og indskrivningen i krønikerne baseret på brevet, er der ingen andre beviser for, at assasinerne var involveret i skibsfart. Tidspunktet for mordet og dets konsekvenser (den gravide Isabella blev gift med Henrik af Champagne blot syv dage senere, til stor afsky for muslimske krønikeskrivere) antyder, at man kan finde hovedmotivet i den frankiske politik.

## Familie
Konrads bror Bonifacius var leder af det Det fjerde korstog og en bemærkelsesværdig velynder af trubadurer, ligesom deres søster Alasia, markgrevinde af Saluzzo. Deres yngste bror Ranier var svigersøn til den byzantinske kejser Manuel 1. Komnenos, og den ældste, Vilhelm, havde været Sibyllas første mand og far til Balduin 5. af Jerusalem. Konrad var også kortvarigt markgreve af Montferrat efter sin fars død i 1191. I Montferrat blev han efterfulgt af Bonifacius, men hans egen arving blev født posthumt: En datter Maria af Montferrat, 'La Marquise', som i 1205 blev dronning af Jerusalem efter Isabellas død, men døde ung i barselssengen. Konrads ekskone, Theodora, levede stadig i slutningen af 1190'erne, da hun fik klosteret Dalmatios ombygget, muligvis til sin egen bopæl.

## Rolle i fiktion, film og kunst
Hoffet i Montferrat var occitansk i sin litterære kultur og støttede adskillige trubadurer. Bertran de Born og Peirol nævner Konrad i deres sange komponeret mens Det tredje korstog fandt sted (se eksterne links nedenfor). Han blev betragtet som en heroisk skikkelse, den ædle forsvarer af Tyrus - "Marqués valens e pros " ("den tapre og værdige markgreve") som Peirol kaldte ham. I Carmina Burana 50: Heu, voce flebili cogor enarrare, beskrives han som "marchio clarissimus, vere palatinus " ("den mest berømte markgreve, en sand paladiner"). Imidlertid har de langvarige fordomme fra den engelsksprogede folkefortælling om Richard 1. og hans "Løvehjerte" myte på negativ vis påvirket skildringer af Konrad i engelsksproget fiktion og film. Fordi Richard (og hans krønikeskrivere) modsatte sig hans krav på tronen, afbildes han generelt negativt, endda når Richard selv behandles med en vis skepsis. En sjælden undtagelse herfra er det episke digt Cœur de Lion (1822) af Eleanor Anne Porden, hvor han er afbildet som en tragisk Byronsk helt.
En komplet fiktiv, utvetydig ond version af Konrad optræder i Walter Scotts Talismanen, og staves forkert som 'Conrade af Montserrat' (romanforfatteren har tilsyneladende fejlagtigt læst 'f' som et lang 's' i sine kilder). Han er også en skurk i Maurice Hewletts fantasifulde The Life and Death of Richard Yea-and-Nay (1900). Han fremtræder kortvarigt, igen i et negativt lys, i Ronald Welchs Knight Crusader (1954). Hans optræden skyldes meget hans skildring i Cecil B. de Milles The Crusades, nævnt nedenfor. Lavpunktet i hans fiktive optrædener er i Graham Shelbys roman The Kings of Vain Intent fra 1970. Her bliver han gennemført dæmoniseret, afbildet som en uhyggelig figur, der fysisk ligner en vampyr, og i et kapitel tilføjet af forfatteren til den amerikanske udgave, slår og voldtager han Isabella. Disse værker afspejler den senere renæssance og gotiske romans kulturelle/etniske stereotype af den machiavellianske italiener: korrupt, intrigante, lapset, ikke uvillig til forgiftning, endda (som i Shelbys roman) seksuel sadistisk. I modsætning hertil giver den russiskfødte franske romanforfatter Zoé Oldenbourg ham en mere positiv, men flygtig birolle, som stolt, stærk og så smuk som Choniates beskrev ham, i sin roman Argile et Cendres fra 1946 (Ler og aske, udgivet på engelsk som The World is Not Enough i 1948). Han er helten i Luigi Gabottos roman Corrado di Monferrato fra 1968, der dækker hele hans karriere. En anden sympatisk skildring er i Alan Gordons spændingsroman, The Widow of Jerusalem (2003), der undersøger hans mord.
I film er han konsekvent blevet afbildet som en skurk og med ringe hensyn til nøjagtighed. I Cecil B. de Milles film The Crusades fra 1935 spilles han af Joseph Schildkraut som en intrigant forræder, der planlægger kong Richards død med prins Johan i England på et tidspunkt, hvor han faktisk allerede forsvarede Tyrus. Filmen King Richard and the Crusaders fra 1954, løst baseret på Talismanen, skildrer ham ligeledes som en skurk, spillet af Michael Pate. Den egyptiske instruktør Youssef Chahines film Al Nasser Salah Ad-Din fra 1963 viser også Scotts indflydelse i sin fjendtlighed over for Konrad (spillet af Mahmoud El-Meliguy) og Filip, mens han skildrer Richard mere positivt.
På fjernsynet blev han spillet af Michael Peake i den britiske tv-serie Richard the Lionheart i 1962, som har lånt løst nogle af dens handlingsforløb fra Scotts Talismanen . I den mere trofaste BBC filmatisering af Talismanen fra 1980 til 1981 blev han spillet af Richard Morant.
På malerier og tegninger optræder Konrad i en lille samtidig manuskriptskitse af hans skib, der sejler til Tyrus i Genovas annaler, og forskellige illustrationer til ScottsTalismanen. Der er et imaginært portræt af ham, ca. 1843, af François-Édouard Picot i Salles des Croisades (korsfarernes sal) i Versailles. Det skildrer ham som en smuk, ret eftertænksom mand i fyrrerne, iført en krone og fantasifuldt pseudo-middelalderligt kostume. Han har mørkt hår og skæg. Det er dog mere sandsynligt, at han, ligesom sin far og mindst to af sine brødre, var blond.
I spillet Assassin's Creed, der foregår i 1191 under korstogene, er Vilhelm 5. af Montferrat, Konrad af Montferrats far, en af ni tempelriddere, som hovedpersonen skal myrde. Dette er baseret på Konrads egen virkelige livsdød, da han blev myrdet af en ægte assasiner.

## Eksterne links
- Bertran de Born (med oversættelse af James H. Donalson), Folheta, vos mi prejatz que eu chan Arkiveret 28. september 2007 hos  Wayback Machine
- Bertran de Born (med oversættelse af James H. Donalson), Ara sai eu de pretz quals l'a plus gran Arkiveret 28. september 2007 hos  Wayback Machine
- Konrad af Montferrat på Find a Grave (engelsk)